# 淡路島
淡路島（あわじしま）は、瀬戸内海東部に位置する島。日本国内では島としては主要4島を含め11番目に面積が大きく、瀬戸内海では最大面積の島で、人口は約12万人。令制国の淡路国の主要国域を占める。近畿地方の兵庫県に属し、北から淡路市・中心都市の洲本市・南あわじ市の3市で区分される。日本神話の国産みの島としても知られる。
古代より淡路国として存在し、江戸時代には蜂須賀家が阿波国とともに領した。淡路洲本城主である筆頭家老稲田家と蜂須賀家との対立に端を発した庚午事変の発生により、廃藩置県では徳島県ではなく兵庫県に編入された。気候が温暖で、農業が盛ん。特に酪農やタマネギ栽培がよく知られる。第二次世界大戦中までは、要塞地であったため、観光地として発展することはなかった。しかし、1950年に国立公園に編入されて以降、鳴門と合わせてクローズアップされ出した。2016年以降は、パソナグループ、さらに飲食業のバルニバービがこれまで「西浦」と呼ばれ開発から放置されてきた西側海岸に目を付け、播磨灘の美しい夕日を目玉に観光開発を進め、観光施設が相次いで出現し、西浦もようやく賑わいを見せ始めた。

## 概要
北東から南西へかけて細長く伸びる淡路島は南北約53km、東西約22km、周囲約203kmで、北部では幅5kmから8kmと細く南部で幅が広がっている。
グアム島やシンガポール島とほぼ同じ面積を有し、日本国内では主要4島、択捉島、国後島、沖縄本島、佐渡島、奄美大島、対馬についで第11位の面積を持ち、人口では主要4島以外では沖縄本島に次いで第2位（約12万人）である。
大阪湾、播磨灘、紀伊水道に四周を囲まれ、北端の松帆崎で明石海峡に、南東端の生石鼻で紀淡海峡に、南西端の門崎（とさき）で鳴門海峡にのぞむ。本州四国連絡道路の神戸・鳴門ルートで本州・四国と繋がっており、1985年に大鳴門橋、1998年に明石海峡大橋が完成して南北が地続きとなった。
北部と南部の淡路山地と中南部の淡路平野に分けられ、北東部と南部の山地急斜面は海岸まで迫る。また周囲の主な属島には紀淡海峡の成ヶ島、紀伊水道の沼島がある。

## 気候
全島が瀬戸内海式気候（年間平均気温約16℃、年間降水量約1300mm）の区分に属する（諭鶴羽山地以南では南海型太平洋側気候の特徴も少し混じる）。このため多くの農業用ため池があり、兵庫県内にある43,000のため池の半数を超える23,000が島内にある。
近代以降もダム建設が行われてきたが、1999年（平成11年）12月に明石海峡大橋に架設された口径450mmの2条の水道管による本土導水が開始された。台風銀座であり第2室戸台風をはじめ、多くの台風が通過しており、淡路島を通過した台風は京阪神に甚大な被害を与えたものも多い。

## 地理

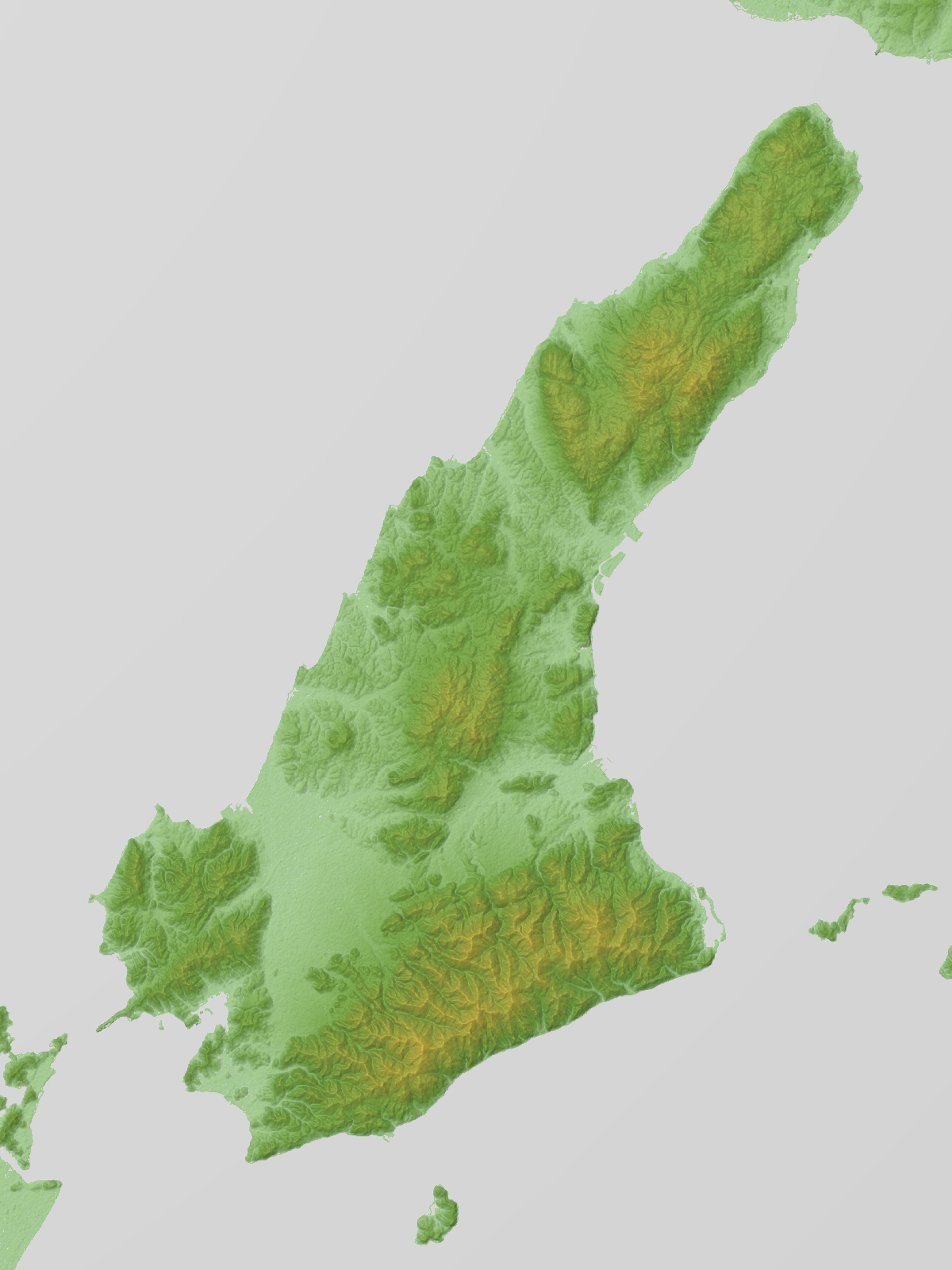
淡路島の地形図

### 地形と植生

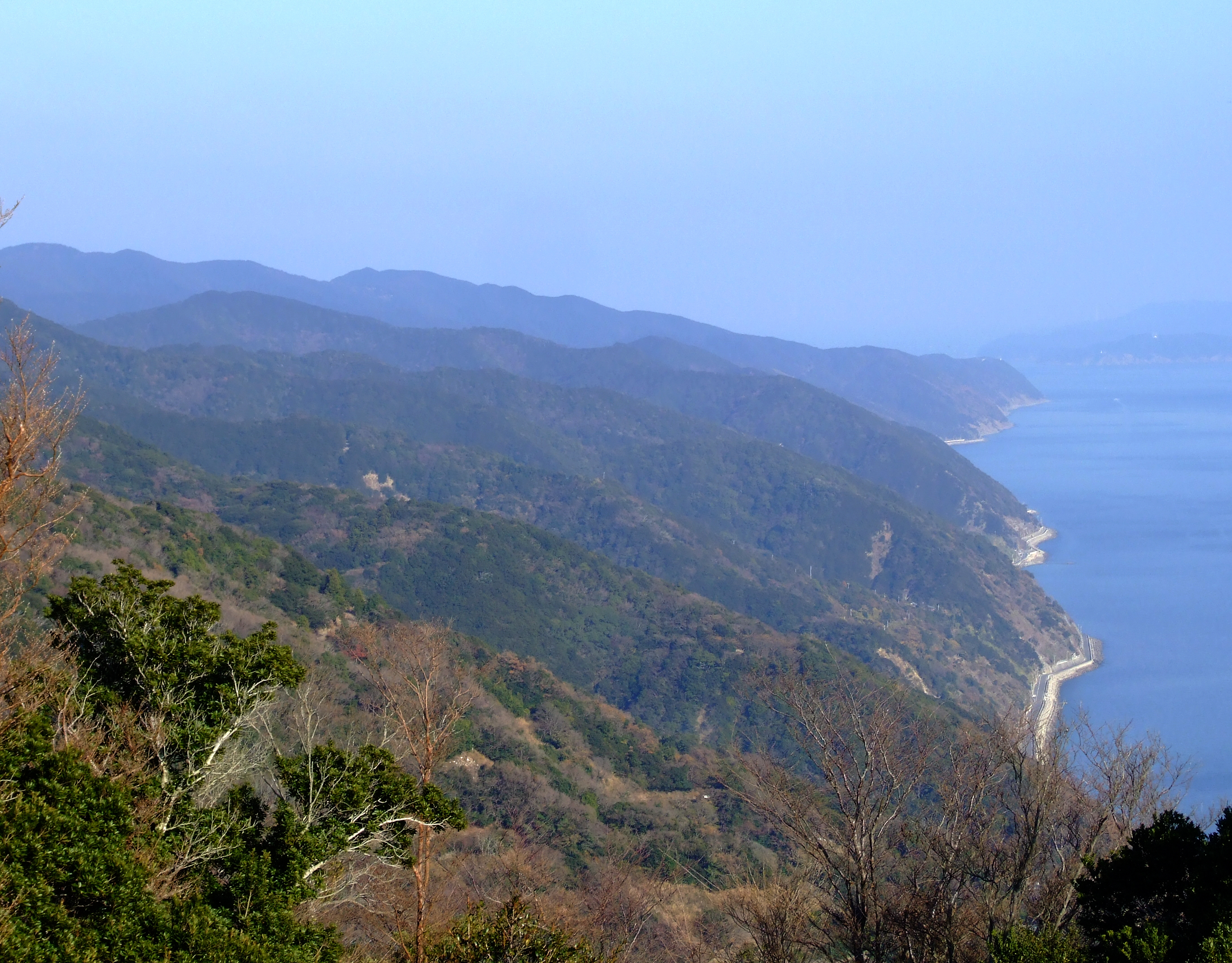
淡路島の最高峰・諭鶴羽山

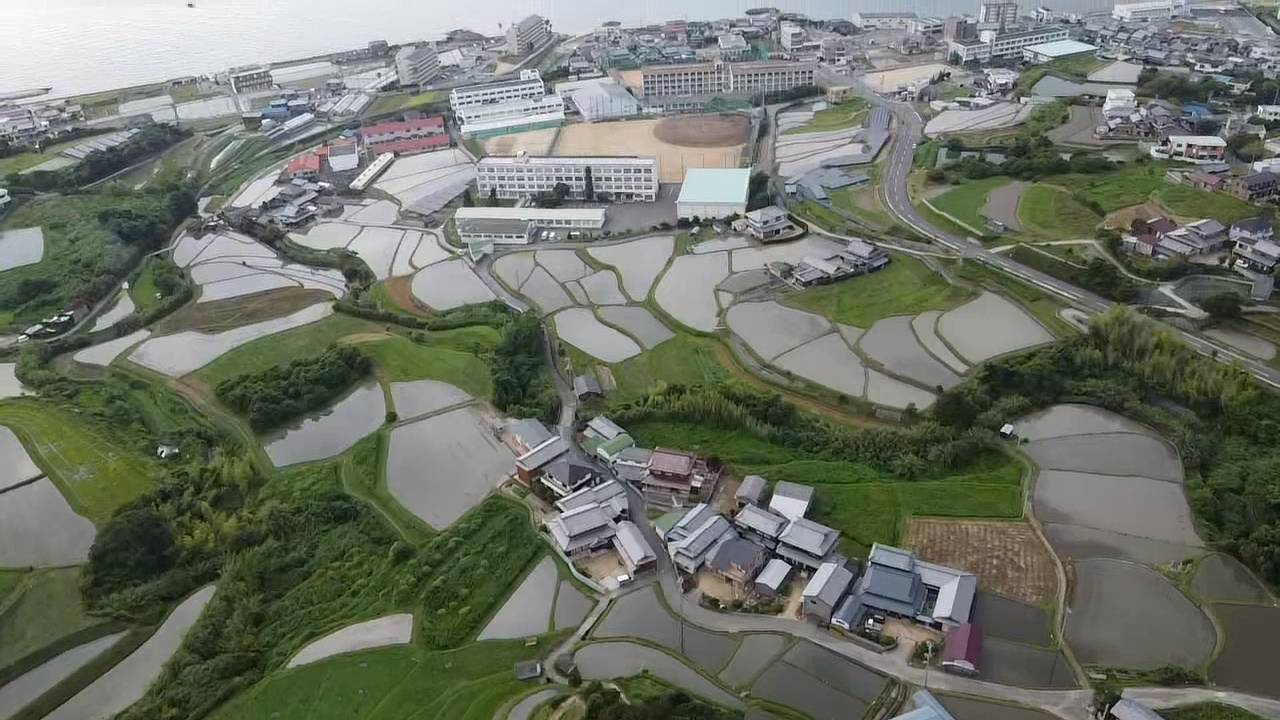
石田の棚田。淡路島では慢性的な水不足を解決するために、数多くの溜池が造られてきた。溜池と棚田、瀬戸内海（播磨灘）が一体となる景観は、淡路島北部特有の景観を形作る。

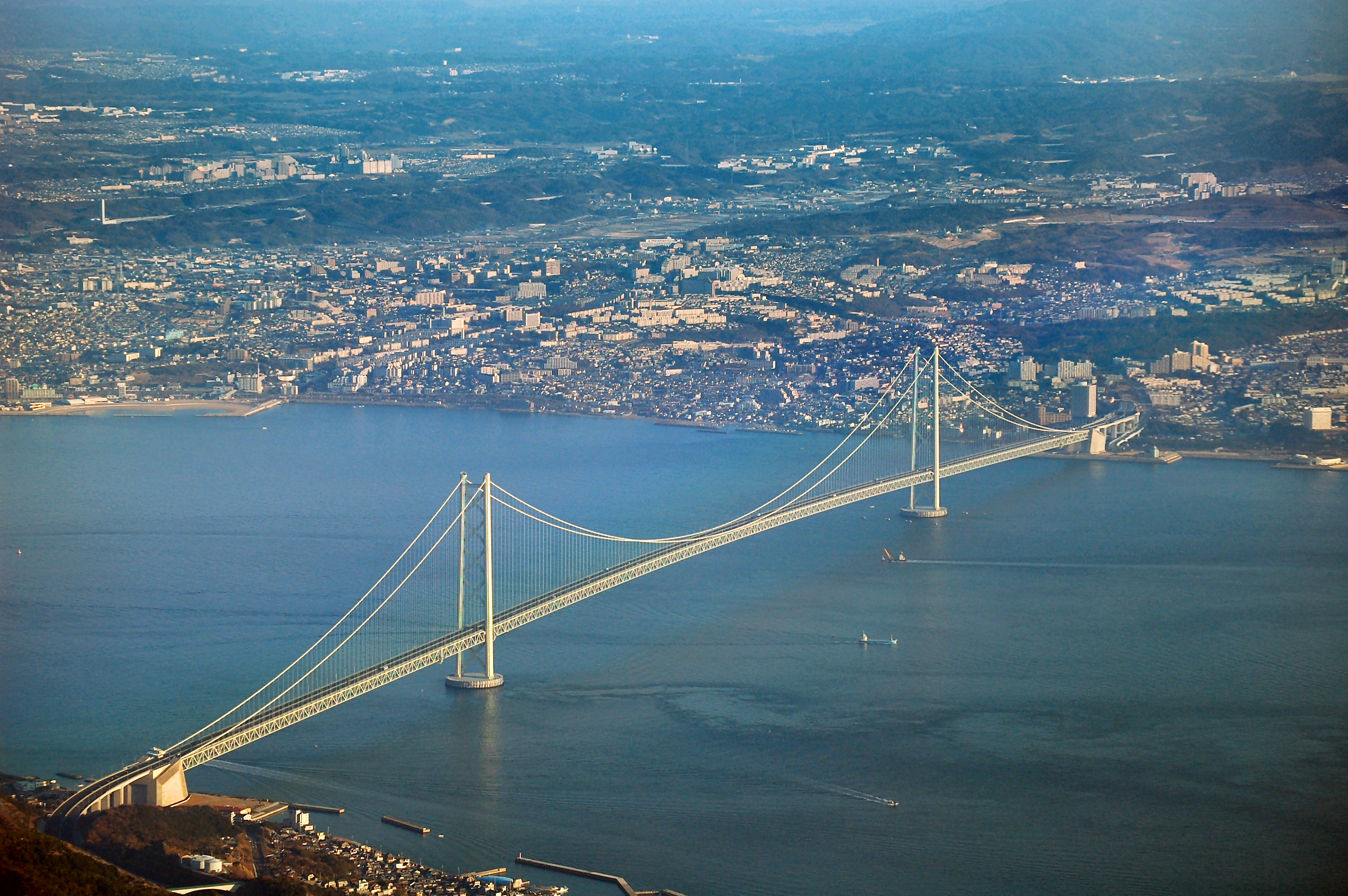
明石海峡大橋

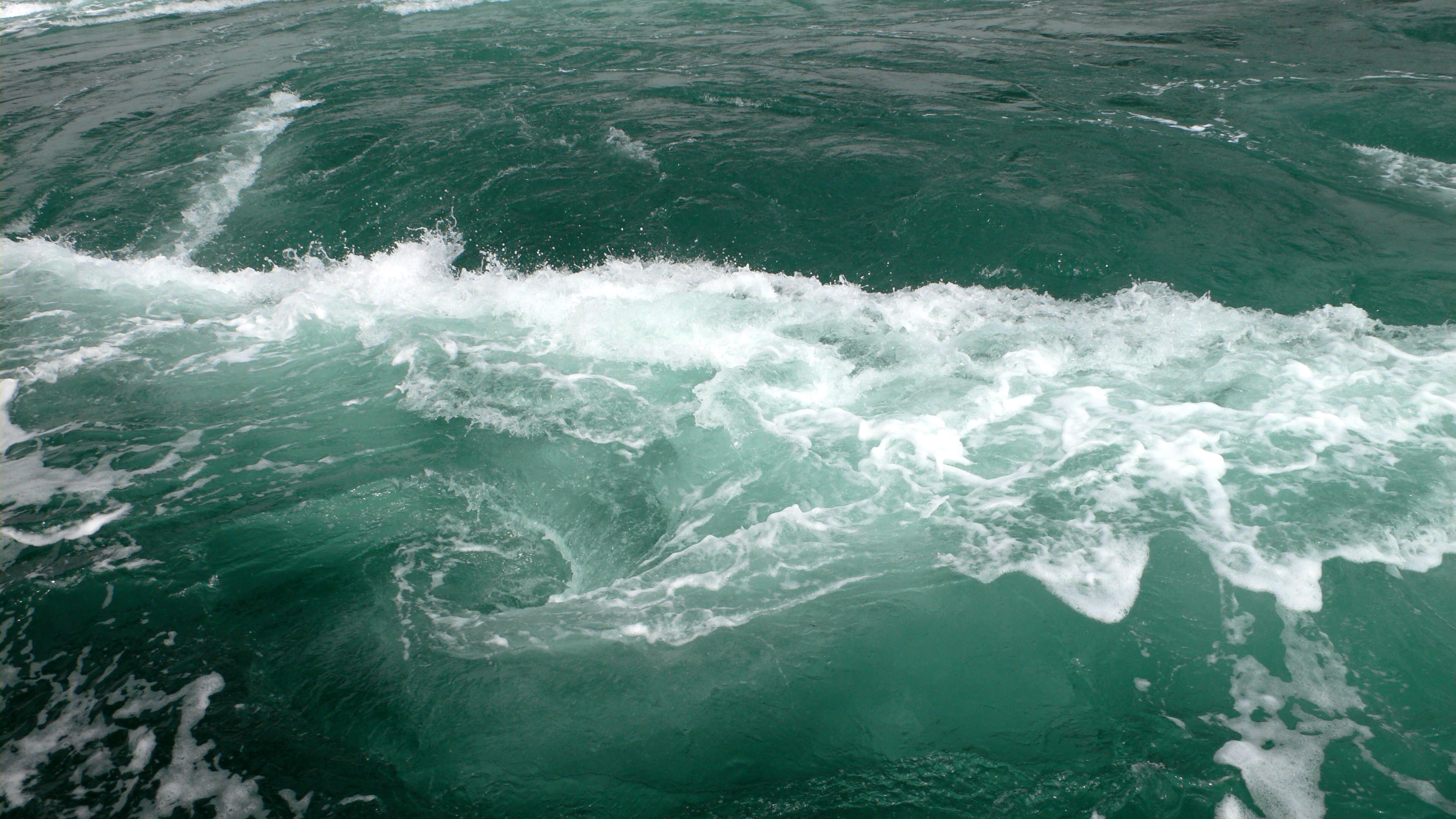
鳴門の渦潮

以下の分類は『土地分類図（地形分類図）経済企画庁総合開発局 昭和49年（1974年）発行』による。
淡路山地
淡路島北部と南部に分かれる地塁山地。砂岩・礫岩・頁岩で形成される。諭鶴羽山・柏原山・先山の3峰は「淡路三山」と呼ばれる。
森林面積は島の総面積の51.7%を占め、北淡山地と諭鶴羽山地にスギ・ヒノキの人工林があるがその比率は8.6%にすぎず、ウバメガシ・シイ・ヤマモモなどの照葉樹林が広がる。また諭鶴羽山には県内一のアカガシの極相林が見られる。
津名山地
島の北部、明石海峡から淡路平野までの山地。多くの活断層と撓曲が見られ南部より北部のほうが起伏が大きい。白亜紀の花崗岩の上に大阪層群が覆う。平地が少ないため中部東側の海岸には淡路市の市街地が南北に伸び、埋立地が造成され、西側海岸には棚田が見られる。
北淡山地
標高522m の妙見山を主峰とする津名山地北部。北東の六甲山へ伸びて六甲・淡路断層帯を形成している。
先山山地
標高448mの先山（淡路富士）を主峰とする起伏の小さな津名山地南部。東側に先山断層が通る。
津名丘陵
先山山地の西側、播磨灘に面した丘陵。志筑断層で北淡山地と分けられる。
諭鶴羽山地
島の中南部、淡路平野から紀伊水道までの起伏の大きな山地。白亜紀の花崗岩の上に和泉層群が覆う。東部に標高569mの柏原山、中部に標高525mの兜布丸山（かぶとやま）、西部に標高608mで淡路島最高峰の諭鶴羽山がある。兜布丸山は洲本川の、諭鶴羽山は三原川の水源である。諭鶴羽山地の南側は中央構造線の断層崖のため急斜面になっていて、みかん・ビワが栽培されるほか、水仙の自生地がある。
西淡山地
三原平野の西部、鳴門海峡との間にある海抜200m級の山地。標高265mの南辺山など。
淡路平野
島の中南部、大阪湾へ注ぐ洲本川河口から播磨灘へ注ぐ三原川河口へかけて島を南北に分かつ沖積平野。
洲本平野
洲本川が流れ、河口洲に洲本市の人口密集地が広がる。
三原平野
三原川が流れ、水稲やタマネギ・レタスなど路地野菜の栽培地が広がる。
諭鶴羽北麓台地
三原平野南部から諭鶴羽山地北部へかけての砂礫質の台地。
吹上低地
吹上浜で紀伊水道、鳴門海峡にのぞむ。

### 海峡
明石海峡
北端の松帆崎と、本州の兵庫県神戸市垂水区および明石市の間にある海峡。峡間は3.6km。潮流が早く、古くから海の難所である。全長3,911mの世界最長の吊橋「明石海峡大橋」が架けられているほか、高速船「淡路ジェノバライン」が運航。
紀淡海峡（友ヶ島水道）
南東端の生石鼻と、本州の和歌山県和歌山市の間にある海峡。峡間は約10km。砂州の成ヶ島が形成され、友ヶ島（地ノ島・沖ノ島）が横たわることで3つの瀬戸に三分されるが、由良瀬戸（成ヶ島 - 沖ノ島間）は4.7kmと比較的広い。1899年（明治32年）から由良港 - 加太港間に旅客船が就航していた。また、1949年（昭和24年）から1999年（平成11年）まで洲本港 - 深日港（大阪府岬町）間に定期航路があった。洲本 - 深日航路では、2017年から航路の復活の社会実験を行う「深日洲本ライナー」が運航されている。2024年は3月16日から11月4日までの土日祝およびお盆期間運航された。
鳴門海峡（大鳴門）
南西端の門崎と、四国の徳島県鳴門市の間にある海峡。四国側は四国本島ではなく大毛島北東端の孫崎となり、峡間は約1.4km。激しい潮流のため海の難所である。全長1,629mの吊橋「大鳴門橋」が架けられている。架橋にともない航路は廃止された。名勝に指定されている鳴門では、瀬戸内海と外海（太平洋側）の潮位差により起こる「鳴門の渦潮」が著名。淡路島からは観潮船「うずしおクルーズ咸臨丸・日本丸」が毎日運航、間近で渦潮を体感することができる。なお、大鳴門橋には渦潮見物のための遊歩道「渦の道」が併設されているが、入口が四国側のみ、淡路島側からは利用不可。

## 歴史

### 古代
『記紀』の日本列島の国産みの神話では、淡路島は伊弉諾尊（いざなぎのみこと）・伊弉冉尊（いざなみのみこと）が日本列島中、最初に創造した島である。『古事記』では淡道之穂之狭別島（あはぢのほのさわけのしま、あわじのほのさわけのしま）と記される。
『先代旧事本紀』「国造本紀」には、仁徳天皇の御代に淡道国造が設置されたとの記述があり、『日本書紀』では淡路洲と記される。海人族とされる阿曇浜子によって水軍が形成され、初期の天皇家との繋がりは深いらしく、淡路宮や淡路からの皇后の記載も見られる。また反正天皇は淡路島で生まれたとされる。
古代から平安時代まで御食国（みけつくに）として皇室・朝廷に贄（にえ）を貢いだとされる。『延喜式』によると、淡路国は旬料・節料として「雑魚」を贄として納めることが記載されている。

### 近世
江戸時代になり徳川家康は大坂の陣で貢献した蜂須賀氏に従来の阿波国に加えて淡路国を加増した。その際、蜂須賀家の家祖蜂須賀正勝(子六)と義兄弟の契りを結び蜂須賀家の家臣となっていた稲田植元、その子の稲田示植、そして孫の稲田植次の活躍が特に大きかったため、徳川家康の命により稲田氏が淡路一国を支配する城代に代々任じられることになった。
ただし蜂須賀家にとって稲田氏はあくまで一家臣に過ぎず、しかし稲田氏では代を重ねるごとに徐々に蜂須賀家からの独立意識が芽生え、次第に軋轢が生じるようになる。明治維新では、佐幕であった蜂須賀家に対し、稲田氏は倒幕・新政府側に立って活動した。それにもかかわらず家臣は士族ではなく卒族とされた（陪臣とみなされた）ために、稲田氏側は淡路を阿波藩から分藩独立することを画策した。その動きに対し庚午事変（稲田騒動）で蜂須賀家側が一方的に稲田氏側を殺傷したことより確執は決定的なものとなった。それが遠因となり、1868年に初代兵庫県知事となっていた伊藤博文が大きな領域を望んだこともあり、1876年に淡路は阿波と分かれて兵庫県に編入されることになった。以来、兵庫五国の一角として発展している。

### 年表
- 1871年12月26日 - 名東県が成立（阿波国・讃岐国・淡路国）
- 1876年8月21日 - 兵庫県に編入
- 1940年2月11日 - 洲本町の市制施行により洲本市が成立
- 1970年9月16日 - 台風25号の接近に伴う集中豪雨で三原川、洲本川など島内の河川が氾濫。7000戸以上が床上・床下浸水[19]。
- 1995年1月17日 - 淡路島北部（明石海峡付近）を震源とする兵庫県南部地震（阪神・淡路大震災）が発生。震度7の激震を観測した島の北部を中心に甚大な被害を受けた。この地震によって野島断層という地震断層が出現した。
- 2005年1月11日 - 南部の4町の合併で南あわじ市が誕生。
- 2005年4月1日 - 北部の5町の合併で淡路市が誕生。
- 2013年4月13日 - 震度6弱の淡路島地震が発生。兵庫県南部地震の震源域に隣接していた[20]。

## 行政
兵庫県は地方自治法に基づく支庁として、淡路島全域を管轄する淡路県民局を洲本市に設置している。
1965年（昭和40年）以降、洲本市・津名郡・三原郡の1市10町体制が続いていたが、市町村合併によって、2005年（平成17年）1月11日には三原郡4町（緑町・三原町・西淡町・南淡町）が南あわじ市に、同4月1日には津名郡五色町を除く津名郡5町（淡路町・北淡町・東浦町・一宮町・津名町）が淡路市となった。残る五色町は2006年（平成18年）2月11日に洲本市と合併し、新たに洲本市となった。これらの合併により現在の淡路島は、北から淡路市・洲本市・南あわじ市の3市体制となっている。淡路島全体で一つの市となる構想や動きもあったが、実現しなかった。
衆議院の小選挙区は「兵庫県第9区」（上記3市ならびに明石市）であるほか、兵庫県議会の選挙区は各市ごとの選挙区（それぞれ定数1）である。人口は、昭和30年代には20万人を超えていたが現在では約12万人である。

淡路市
洲本市
南あわじ市

## 地域
淡路島の南北に神戸淡路鳴門自動車道が縦断する。島北東部の大阪湾に面する海岸線に沿って国道28号が走り、津名港がある。このうち、南東部の洲本市周辺の洲本平野から南西部の南あわじ市（旧南淡町）へ通じる部分を四国街道と呼ぶ。
島北西部の播磨灘に面する海岸線に沿って、南あわじ市で三原平野西部を縦断する兵庫県道31号福良江井岩屋線が走っている。かつて島内には1922年（大正11年）から1966年（昭和41年）にかけて洲本と福良を結ぶ淡路交通鉄道線が存在したが、以降は路線バスに置き換えられており、鉄道路線はなくなった。
市外局番は島内全域0799であるが、淡路市（津名MA）と洲本市・南あわじ市（洲本MA）との相互通話には市外局番が必要である。MA（単位料金区域）の統合は現在実施されていない（2009年現在、全島でMA統合が実施されたのは2005年6月の佐渡島のみである）。
自動車のナンバープレートは「神戸ナンバー」（神戸運輸監理部兵庫陸運部魚崎庁舎）である。
国防・防災においては、戦後、陸上自衛隊は淡路島の災害派遣・防衛任務を在四国部隊（第13師団→第2混成団）が担任していた。1998年の明石海峡大橋の完成後、淡路島の担任部隊は本土と同じ第3師団に移管された。

### メディア
1877年に安倍喜平によって淡路新聞が発行された。地域紙としては極めて早い時期に誕生したものといわれており、昭和50年代まで刊行された。
島内にコミュニティ放送は無いが、2018年10月よりインターネットラジオのエフエム・ギグ淡路島にんぎゃかステーションが開局している。

### 「10% 都市圏（通勤圏）」
一般的な都市圏の定義については都市圏を参照のこと。
都市雇用圏（10% 通勤圏）の変遷
- 10% 通勤圏に入っていない自治体は、各統計年の欄で灰色かつ「-」で示す。

| 自治体 ('80) | 1980年                | 1990年                | 2000年                | 2005年                | 2010年                 | 2015年                 | 自治体 （現在） |
| ------------ | --------------------- | --------------------- | --------------------- | --------------------- | ---------------------- | ---------------------- | --------------- |
| 淡路町       | 神戸 都市圏           | 神戸 都市圏           | 神戸 都市圏           | -                     | 洲本 都市圏 14万3547人 | 洲本 都市圏 13万5147人 | 淡路市          |
| 東浦町       | -                     | -                     | -                     | -                     | 洲本 都市圏 14万3547人 | 洲本 都市圏 13万5147人 | 淡路市          |
| 北淡町       | -                     | -                     | -                     | -                     | 洲本 都市圏 14万3547人 | 洲本 都市圏 13万5147人 | 淡路市          |
| 一宮町       | -                     | -                     | 洲本 都市圏 8万4436人 | -                     | 洲本 都市圏 14万3547人 | 洲本 都市圏 13万5147人 | 淡路市          |
| 津名町       | -                     | 洲本 都市圏 7万6523人 | 洲本 都市圏 8万4436人 | -                     | 洲本 都市圏 14万3547人 | 洲本 都市圏 13万5147人 | 淡路市          |
| 五色町       | -                     | 洲本 都市圏 7万6523人 | 洲本 都市圏 8万4436人 | 洲本 都市圏 5万0030人 | 洲本 都市圏 14万3547人 | 洲本 都市圏 13万5147人 | 洲本市          |
| 洲本市       | 洲本 都市圏 4万9640人 | 洲本 都市圏 7万6523人 | 洲本 都市圏 8万4436人 | 洲本 都市圏 5万0030人 | 洲本 都市圏 14万3547人 | 洲本 都市圏 13万5147人 | 洲本市          |
| 緑町         | 洲本 都市圏 4万9640人 | 洲本 都市圏 7万6523人 | 洲本 都市圏 8万4436人 | -                     | 洲本 都市圏 14万3547人 | 洲本 都市圏 13万5147人 | 南あわじ市      |
| 三原町       | -                     | -                     | -                     | -                     | 洲本 都市圏 14万3547人 | 洲本 都市圏 13万5147人 | 南あわじ市      |
| 西淡町       | -                     | -                     | -                     | -                     | 洲本 都市圏 14万3547人 | 洲本 都市圏 13万5147人 | 南あわじ市      |
| 南淡町       | -                     | -                     | -                     | -                     | 洲本 都市圏 14万3547人 | 洲本 都市圏 13万5147人 | 南あわじ市      |

## 文化
島内には伝統芸能や農業から生まれた民間信仰、独特の習俗などが多く残っている。ここではその内の一部をリストアップする。

### 伝統芸能
- 淡路人形浄瑠璃 - 室町時代末期に南あわじ市市三條で始まったとされる。三条八幡神社に発祥の地の碑がある。現在残っている人形座は淡路人形浄瑠璃資料館の市村六之丞座と人形浄瑠璃館（大鳴門橋記念館）の淡路人形座の二つ。また島内の小中高校の各郷土芸能部や淡路人形浄瑠璃青年研究会などが後継団体となって保存している。1976年（昭和51年）国の重要無形民俗文化財に指定。
- だんじり - 淡路のだんじりは赤い布団を5枚重ねた「布団だんじり」が特徴である。他にも「つかいだんじり」、「投げだんじり」や「舟だんじり」などがあり、他府県からの見物客も多い。
- 五尺踊り - 縄騒動で処刑された才蔵らの命日、3月23日に南あわじ市の広田八幡宮・大宮寺の「天明志士の碑」の前で奉納される。
- 阿万の風流大踊小踊 - 南あわじ市阿万上町の亀岡八幡神社に伝わる。大踊は室町時代末期から、小踊は江戸時代中頃から。

### 民俗信仰
- 粥占祭 - 洲本市の厳島神社、淡路市一宮多賀の伊弉諾神宮。
- 御田植神事 - 洲本市の栢野森住吉神社、淡路市一宮多賀の伊弉諾神宮。
- 庚申講 - 島内全域。
- 社日ッツァン - 民間信仰。淡路市（旧北淡町）。
- ヤマドッサン - 田の神・山の神・年神である尉と姥をヤマドッサンと呼び、正月9日にお迎えして豊作を祈る。淡路市舟木地区。
- 団子ころがし - 死者の五七日忌（35日）に団子を山上から谷に向かって投げる供養行事。先山や妙見山、地蔵山、開鏡山、愛宕山など。
- 芝右衛門狸 - 芝右衛門狸、柴右衛門狸（しばえもんたぬき、しばえもんだぬき）、日本三名狸に数えられている。

### スポーツ大会や大規模イベント
- 淡路島女子駅伝競走大会
- 淡路駅伝競走大会
- 淡路国生みマラソン[29]
- すもとマラソン[30]
- 淡路島たまねぎリレーマラソン
- 淡路島ロングライド150[31]
- ジャパンフローラ2000（淡路花博）
- AWAJI島博2025

## 経済
総生産額は4426億円。就業割合は1次産業が6.0%、2次産業が27.4%、3次産業が66.6%で、1次産業の割合が県平均 (0.6%) を大きく上回っている（2003年）。

### 製造業

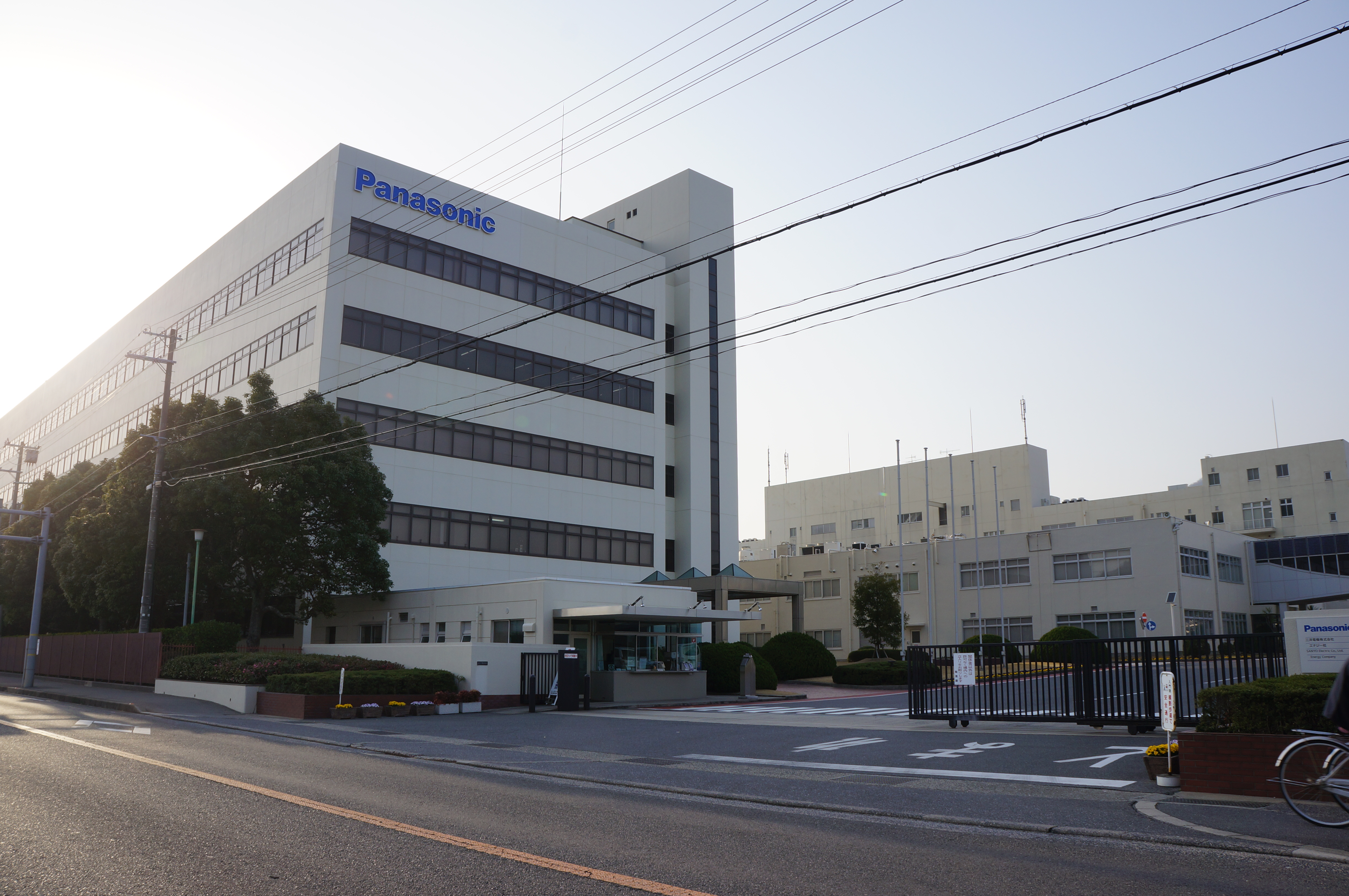
パナソニック（三洋電機）洲本事業所

- パナソニックエナジー社洲本工場 （旧三洋電機モバイルエナジーカンパニー本社）
- 三洋エナジー南淡、三洋エナジー東浦
- 東洋合成工業淡路工場
- ワールドインダストリーファブリック（ワールドの関連会社）
- 山本光学淡路工場、北淡工場
- ダントーホールディングス
- パイオニア (パチスロ)
- 栗之浦ドック淡路工場（南あわじ造船）
- 淡路マテリア
- イズミフードマシナリ
- 大昭和精機
- ミツ精機・ミツテック
- ムネ製薬
- 三和製作所
- 森長組
- プライミクス

- 旧鐘淵紡績洲本工場

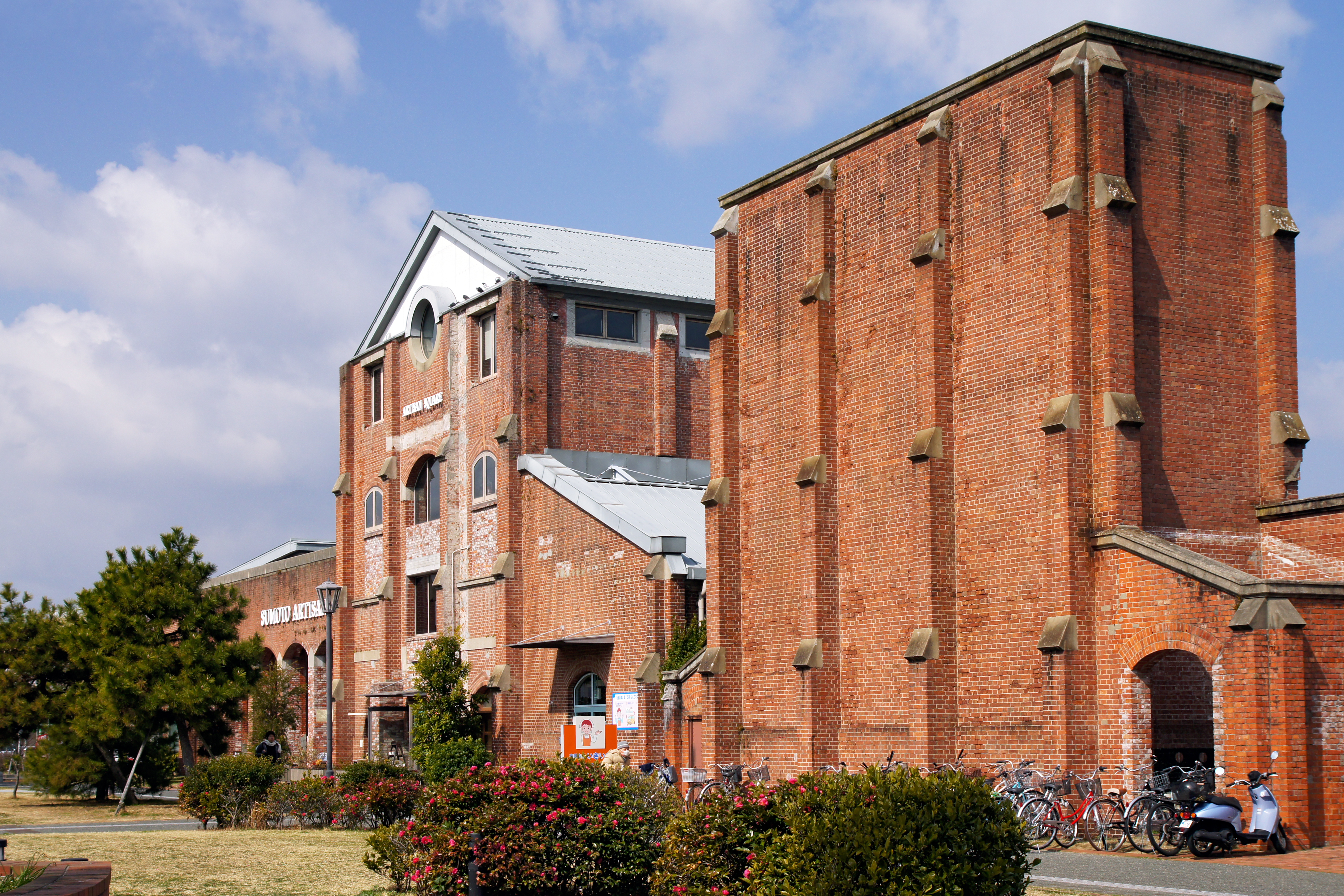
洲本アルチザンスクエア

淡路島の中心地である洲本市は、かつて鐘淵紡績洲本工場（カネボウ）の企業城下町であった。淡路島には1896年創業の淡路紡績があった。鐘淵紡績（カネボウ）は1900年（明治33年）に淡路紡績を買収し、関西の拠点として洲本工場を開設した。1950年（昭和25年）には従業員数4200人を超えるまでに成長したが、その後の経済構造の変化により洲本工場は縮小の道を辿り1985年（昭和60年）に綿紡事業に終止符をうち、新たに発足したカネボウ電子へ移管され、そして1986年（昭和61年）に紡績操業を停止するに至った。カネボウの歴史の中で洲本工場は、綿紡織事業を手掛けてきた工場として最長（87年）の歴史をもつ。
現在跡地は洲本市新都心ゾーンとしてイオン洲本ショッピングセンター、エディオン（ミドリ電化洲本店）、兵庫県立淡路医療センター（兵庫県立淡路病院を移転）、洲本市文化体育館、洲本健康福祉館、みなと銀行洲本支店等が立地し、洲本市民広場として整備されたエリアに点在する洲本市立図書館や洲本アルチザンスクエア、淡路ごちそう館「御食国」等は、鐘淵紡績洲本工場の近代建築を再生した施設として注目されている。

### 地場産業
- 線香
- 淡路瓦（いぶし瓦）
- 真珠核（明石海峡大橋の愛称の元となった）[12][32]。

### 農業
農家戸数は8,775戸。生産額は369億円。1888年に兵庫県はアメリカからタマネギの種を直輸入して農家に配布し、旧賀集村での栽培をきっかけに南部を中心に栽培が普及し一大たまねぎ産地となった。昭和40年代から三毛作が行われており、水稲 - レタス - レタスの作付けの割合が42.6%で最も多く、次いで水稲 - レタス - タマネギが25.7%となっている（2005年）。
作付面積
- 水稲 - 4380 ha（キヌヒカリが74%を占める）
- タマネギ - 1946 ha（国内シェア9.3%、淡路島たまねぎ[注釈 1]）
- レタス - 1220 ha
- 果樹 - 367 ha（ウンシュウミカン・ビワ・ナルトオレンジなど）

農畜産品の県内出荷額比率の大きいもの（2004年度）
- 肉用牛 - 36.0%（飼育頭数21,800頭、淡路ビーフ）
  - 繁殖和牛 - 61.0%
- 乳牛
- 花き - 33.8%（カーネーションは全国シェア9.5%）

### 水産業
5t未満の小型船と養殖漁業が中心で、生産額は153億円、漁獲量は18,378t（2004年）
- 主な漁港
  - 岩屋港（淡路市）
  - 由良港（洲本市）
  - 福良港（南あわじ市）
- 名産
  - ちりめんじゃこ・イカナゴ - 10,343t（全国シェア8.7%）
  - ワカメ - 2,884t
  - 海苔 - 4億8,800万枚
  - 鱧、蛸、鯛

### 観光業
年間の観光客数は1,062万人（2004年）。豊かな自然や食の宝庫であるなど、観光資源は豊富である（古くから淡路国は食の宝庫として知られ、御食国として皇室・朝廷に御食料を貢いだとされる）。
- 観光名所
  - 兵庫県立あわじ花さじき
  - 国営明石海峡公園
  - 江埼灯台
  - 松帆砲台跡
  - 由良要塞
  - 五斗長垣内遺跡
  - パルシェ 香りの館・香りの湯
  - 伊弉諾神宮
  - 厳島神社
  - 淡路国分寺
  - 大和大国魂神社
  - 自凝島神社
  - 諭鶴羽神社
  - 護国寺
  - 本福寺
  - 淡路ワールドパークONOKORO
  - たこせんべいの里、産直淡路島赤い屋根
  - 養宜館
  - 洲本温泉
  - 洲本市民広場の近代化産業遺産
    - 洲本アルチザンスクエア、洲本図書館、御食国、旧鐘紡原綿倉庫

  - 淡路ファームパーク イングランドの丘
  - 淡路島牧場
  - 灘黒岩水仙郷
  - 立川水仙郷
  - 平和観音寺
  - 淡路人形座
  - 観潮船（うずしおクルーズ「咸臨丸・日本丸」）-淡路島福良港から出港している大型観潮船
  - 淡路島うずしおの郷
  - 兵庫県立淡路島公園
  - アワイチ
  - 瀬戸内海国立公園
    - 明石海峡
    - 常隆寺山
    - 大浜海岸
    - 洲本城（三熊山）
    - 先山千光寺
    - 五色浜
    - 慶野松原
    - 諭鶴羽山
    - 鳴門海峡

### 主な金融機関
- 淡路信用金庫
- 淡陽信用組合
- 三井住友銀行（洲本支店）
- みなと銀行（岩屋支店、津名支店、洲本支店、南あわじ支店）
- 関西みらい銀行（淡路島支店）
- 徳島大正銀行（洲本支店、南あわじ支店）
- ゆうちょ銀行
- 近畿労働金庫（洲本支店）
- 淡路日の出農業協同組合
- あわじ島農業協同組合
- なぎさ信用漁業協同組合連合会（淡路島支店）

## 教育

### 大学
- 兵庫県立大学 淡路緑景観キャンパス（大学院緑環境景観マネジメント研究科（兵庫県立淡路景観園芸学校））
- 関西看護医療大学（看護学部、大学院看護学研究科）
- 吉備国際大学（農学部（元・地域創成農学部））

#### 大学附属施設
- 神戸大学 大学院海事科学研究科附属国際海事教育センター海洋実習施設
- 神戸大学 内海域環境教育研究センター
- 芦屋大学 淡路島臨海セミナーセンター

### 専修学校
- 関西総合リハビリテーション専門学校
- 平成淡路看護専門学校

### 高等学校・私立中学校
- 兵庫県立洲本高等学校
- 兵庫県立津名高等学校
- 兵庫県立淡路三原高等学校
- 兵庫県立洲本実業高等学校
- 兵庫県立淡路高等学校
- 蒼開中学校･高等学校
- AIE国際高等学校
- 相生学院高等学校 洲本校
- 神村学園高等部 淡路島学習センター

### 特別支援学校
- 兵庫県立あわじ特別支援学校

### 公立中学校
淡路市立
一宮中学校・岩屋中学校・津名中学校・東浦中学校・北淡中学校
洲本市立
洲浜中学校・青雲中学校・由良中学校・安乎中学校・五色中学校
南あわじ市・洲本市小中学校組合立
広田中学校
南あわじ市立
南淡中学校・三原中学校・西淡中学校・倭文中学校・沼島中学校

### 公立小学校
淡路市立
津名東小学校・石屋小学校・浦小学校・大町小学校・学習小学校・釜口小学校・一宮小学校・塩田小学校・志筑小学校・多賀小学校・中田小学校・北淡小学校
洲本市立
洲本第一小学校・洲本第二小学校・洲本第三小学校・大野小学校・加茂小学校・中川原小学校・安乎小学校・由良小学校・都志小学校・鮎原小学校・鳥飼小学校・広石小学校・堺小学校
南あわじ市・洲本市小中学校組合立
広田小学校
南あわじ市立
市小学校・榎列小学校・神代小学校・三原志知小学校・阿万小学校・賀集小学校・北阿万小学校・湊小学校・松帆小学校・福良小学校・辰美小学校・八木小学校・倭文小学校・西淡志知小学校・沼島小学校

## 交通
徒歩で橋を渡って出入りすることはできないため、歩行者はバスやタクシー、もしくは船舶を利用する必要がある。

### 道路
本州と四国を結ぶ神戸淡路鳴門自動車道が淡路島を縦断しており、北は明石海峡大橋で本州に、南は大鳴門橋で四国に連絡している。本州（特に京阪神）と四国を結ぶ高速バスも多数設定されている。淡路島北端部にある淡路SAおよび隣接する淡路ハイウェイオアシスは観覧車や展望台が併設された大規模な休憩施設であり、淡路島の新たな観光スポットとなっている。明石海峡大橋と大鳴門橋はいずれも自動車専用道路であるため、徒歩・軽車両・原付・小型自動二輪・ミニカーいずれも通行できない。
タクシーを利用する場合は降車時タクシーメーターに表示された料金の他に神戸淡路鳴門自動車道の通行料を往復分支払う必要がある。
本州・四国 - 淡路島間には以下の会社によって高速バスが運行されている。各社とも明石海峡大橋経由（本州 - 淡路島間）で利用可能。大鳴門橋経由は淡路交通（淡路島 - 徳島県間）とフットバス（淡路島 - 香川県間）のみ利用可能。
- 淡路島発着
  - 淡路交通・神姫バス
  - 本四海峡バス・西日本ジェイアールバス
  - みなと観光バス (南あわじ市)
- 本州と四国を結んで且つ淡路島にも停車
  - 本四海峡バス・徳島バス - 淡路島に停車するのは関西国際空港リムジンバス（関西空港交通・南海バスと共同運行）・阿波エクスプレス京都号（西日本ジェイアールバス・ジェイアール四国バス・京阪バスと共同運行）のみ。
  - 高松エクスプレス（フットバス）
  - 四国高速バス - 名古屋発着便のみ
  - ジェイアール四国バス・ジェイアールバス関東 - ドリーム号 (東京 - 四国)のみ

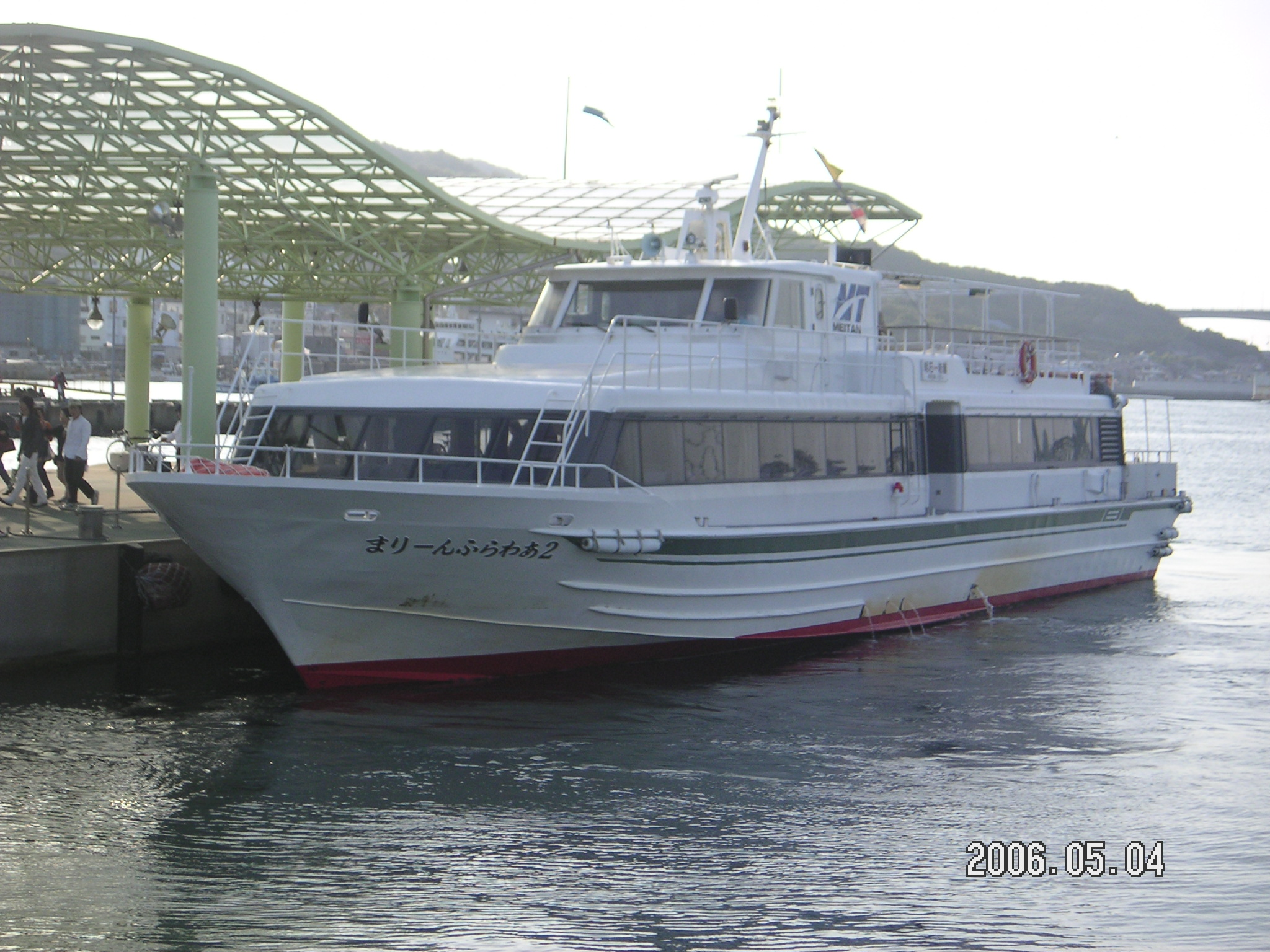
淡路ジェノバライン（岩屋港 2006年）

### 航路
2010年11月15日を最後に明石淡路フェリー（たこフェリー）が休止したことにより、淡路島と外部を結ぶ航路は約7年間にわたり明石港 - 岩屋港間の高速船「淡路ジェノバライン」のみとなった。淡路ジェノバラインに載せることができる車両は自転車のみであるため、自転車を除く軽車両・原付・小型自動二輪車・ミニカーが自走で淡路島へ出入りする手段はなくなっていたが、橋が通行不能になった場合や原付や125cc以下の小型自動二輪車の通行手段を確保するため、兵庫県、明石市、洲本市、南あわじ市、淡路市でつくる「明石海峡海上交通に関する協議会」で国からの補助を受け淡路市が新造船「まりん・あわじ」を導入することが決まり、淡路ジェノバラインに運航を委託する形で2015年8月2日から就航、同年9月23日から原付・小型自動二輪車の航送を開始した。2017年7月9日から2018年7月13日まで関西国際空港 - 洲本港間に「淡路関空ライン」が就航していた。洲本 - 深日航路では、2017年から航路の復活の社会実験を行う「深日洲本ライナー」が運航されている。2024年は3月16日から11月4日までの土日祝およびお盆期間運航された。

### 鉄道
島内に存在した鉄道は、洲本駅 - 福良駅間の淡路交通鉄道線のみである。
四国新幹線は淡路島を経由する計画であるが、建設計画は具体化してない。大鳴門橋は新幹線走行を前提に鉄道道路併用橋として建設されたものの、当初の四国新幹線構想が経由を予定した明石海峡大橋は道路専用橋として建設された。2020年代時点の四国新幹線構想では代替として紀淡海峡大橋または紀淡トンネルを経由する前提である。
ただし、前述の淡路交通鉄道線の区間を含む形での「本四淡路線」（須磨 - 淡路島 - 鳴門）が鉄道敷設法別表に掲載された（兵庫県須磨附近ヨリ淡路国岩屋附近ニ至ル鉄道 及福良ヨリ徳島県鳴門附近ニ至ル鉄道・淡路国岩屋ヨリ洲本ヲ経テ福良ニ至ル鉄道）が、「本四淡路線」については四国新幹線に計画が吸収された。

## 出身人物
- 赤松瞭（元プロ野球選手）
- 生田勝義（刑法学者、立命館大学名誉教授）
- 一宮政吉（牧師）
- 大内義一（米文学者、早稲田大学名誉教授）
- 門脇実優菜（元STU48）
- 菅達長（戦国武将）
- 小泉哲三（実業家）
- 須賀不二男（俳優）
- 高見勝利（法学者、上智大学教授・北海道大学名誉教授）
- 竹本春子太夫（義太夫節の太夫）
- やまねあやの（漫画家・イラストレーター）
- 山本隆造（元プロ野球選手・プロ野球審判員）
- 湯浅真由美（ナレーター）
- 吉田兵次（文楽の人形遣い）

### 淡路市
- 井植歳男（実業家、三洋電機創業者）
- 植村文楽軒（江戸時代後期の文楽座創業者・文楽始祖者）
- 太田實（内務官僚・衆議院議員・実業家）
- 大鳴門灘右エ門（大相撲力士、大関・八角）
- かみじょうたけし（ピン芸人）
- 久住章（左官職人）
- 久住有生（左官職人）
- 笹野高史（俳優）
- 志田重男（社会運動家、所感派幹部・日本共産党（解放戦線）創設者）
- 四宮米蔵（江戸時代後期の囲碁棋士・賭碁師）
- 鈴木重胤（江戸時代後期の国学者）
- 近本光司（プロ野球選手、阪神タイガース）
- 長田あつし（演歌歌手・元殿さまキングス）
- 中田修（精神医学者、東京医科歯科大学名誉教授）
- 八陣信蔵（大相撲力士、大坂相撲初代横綱・小野川）
- 原健三郎（衆議院議員当選20回、労働大臣・衆議院議長を歴任）
- 正本順三（高分子化学者、紫綬褒章受章）
- 村西良太（プロ野球選手、オリックス・バファローズ）
- 八尾善四郎（実業家、兵庫運河完成に貢献）
- 山口春吉（ヤクザ、山口組初代組長）
- 山本大貴（アマチュア野球選手、元高校通算本塁打記録保持者）
- 渡瀬恒彦（俳優、出生地は島根県安来市）
- 渡哲也（俳優、出生地は島根県安来市）

### 洲本市
- 阿久悠（作家・作詞家、映画「瀬戸内少年野球団」の原作本も執筆）
- 朝比奈彩（モデル・タレント）
- 石本秀雄（映画撮影技師）
- 岩野泡鳴（小説家・詩人、自然主義文学五大作家の一人）
- 大槻憲二（精神分析家・心理学者・文芸評論家）
- 岡本帰一（童画家）
- 奥野高廣（歴史学者、戦国時代・安土桃山時代研究者）
- 北山修（精神医学者・精神分析学者・ミュージシャン・作詞家、九州大学名誉教授・日本精神分析学会元会長、ザ・フォーク・クルセダーズのメンバー）
- 吉山明兆（室町時代の画僧）
- キムラ緑子（女優）
- 錦城山勇吉（元大相撲力士、大関）
- 白川芝山（江戸時代後期の南画家・書家）
- 鈴木清（解剖学者、鈴木氏鍍銀法の発明者）
- 須田匡昇（総合格闘家、元修斗世界ライトヘビー級王者・元SuperBrawl世界ミドル級王者）
- 大地真央（女優、元宝塚歌劇団月組男役トップスター）
- 高田屋嘉兵衛（江戸時代後期の廻船業者・海商）
- 竹内良輔（漫画家・漫画原作者）
- 炬口勝弘（フォトジャーナリスト）
- 藤堂裕（漫画家）
- 中野主一（天文学者、太陽系天体軌道計算の世界的第一人者）
- 中村幸彦（国文学者、近世文学研究者）
- 畑崎広敏（実業家、現ワールド社主）
- 平野時男（柔道家・柔道師範。アントン・ヘーシンク、ウィレム・ルスカを指導）
- 藤井乙男（国文学者・俳人、京都大学名誉教授）
- ぶんけい（クリエイター、YouTuber、実業家）
- 堀井雄二（ゲームクリエーター、ドラゴンクエストシリーズ生みの親）
- 増田達至（プロ野球選手、現埼玉西武ライオンズ投手）
- 松本正義（実業家、現住友電工社長、関西経済連合会会長）
- 三島徳七（冶金学者、東京大学名誉教授、MK鋼発明者、日本の十大発明家、文化勲章受章）
- 宮地真緒（女優）
- 山田啓二（元京都府知事・元全国知事会会長）
- 若宮清（フリージャーナリスト）
- 渡辺秀一（実業家、現メディパルホールディングス社長・現メディセオ会長）

### 南あわじ市
- 入谷明（畜産学者、京都大学名誉教授）
- 大内兵衛（マルクス経済学者、東京大学名誉教授）
- 岡江美希（美容研究家）
- 興津和幸（声優）
- 賀集正三（将棋棋士）
- 加地亮（プロサッカー選手、現ガンバ大阪・元サッカー日本代表選手）
- 片山博視（プロ野球選手、現東北楽天ゴールデンイーグルス投手）
- 鎌田実（元プロ野球選手・野球解説者、元阪神タイガース内野手）
- 上沼恵美子（タレント・司会者、元海原千里・万里）
- 清川あさみ（美術家・アーティスト）
- 立川雲平（衆議院議員・弁護士・自由民権運動家）
- 田中正平（音響学者・物理学者、純正調オルガン発明者）
- 土居光華（衆議院議員・ジャーナリスト・翻訳家・自由民権運動家）
- 永田秀次郎（内務官僚・貴族院議員・俳人、関東大震災時の東京市長・廣田内閣拓務大臣・阿部内閣鉄道大臣、数多くの句集を残している。）
- 鳴門海一行（元大相撲力士、竹縄）
- 服部嵐雪（江戸時代前期の俳諧師、蕉門十哲二大筆頭）
- 樋口季一郎（陸軍軍人・陸軍中将）
- 平瀬與一郎（貝類学者、紫綬褒章受章）
- 広岡宇一郎（衆議院議員・弁護士、立憲政友会幹事長・田中義一内閣逓信政務次官）
- 船越景直（戦国武将・旗本・茶人）
- 正木健人（柔道家、ロンドンパラリンピック柔道男子100kg超級金メダリスト）
- 増田友也（元京都大学教授、建築家）
- 山口崇（俳優、タイムショック2代目司会者）
- 横健介（作詞家・作曲家・編曲家）
- 藤岡幹大（ギタリスト）

### ゆかりの人物
- 奥華子（シンガーソングライター・作曲家、父親の出身地）
- 桂吉弥（落語家・俳優、祖母の出身地）
- 杉良太郎（俳優・歌手、父親の出身地）
- 増田英彦（お笑いタレント、父親の出身地）
- 村上信夫（フランス料理のシェフ、父親の出身地）
- 湊かなえ（小説家、洲本市在住）
- 綿貫民輔（政治家【元衆議院議長】、父親の出身地）
- 反正天皇（第18代天皇）
- 淳仁天皇（第47代天皇）
- 日置有紀（車椅子モデル、女優）

## 舞台となった作品

### 小説
- 悪魔が来りて笛を吹く - 横溝正史の1951年から1953年に連載された推理小説。金田一耕助が淡路の尼、妙海に会いに行ったところ、妙海は前夜に殺されていた。
- 神苦楽島 - 内田康夫の浅見光彦シリーズ。淡路島が舞台。
- ブレイクスルー - 柴田哲孝の「デッドエンド」シリーズ。2022年発売。淡路島が舞台[37]。

### 映画
- 逆襲! 殺人拳 - 千葉真一主演・東映製作による1974年の日本映画。クライマックスを淡路島のマリーナでロケしている[注釈 2]。
- 種まく旅人 くにうみの郷 - 栗山千明主演・松竹配給による2015年の日本映画。

### ゲーム
- はじまりの島 - 淡路島を舞台にしたロールプレイングゲーム（制作:淡路島日本遺産委員会、運営:淡路島観光協会）[38]。
- A列車で行こう はじまる観光計画 - アートディンクが開発・販売している経営シミュレーションゲーム。収録シナリオの一つである「蘇る鉄道」は淡路島をモデルとしている。